# Cédric Butti
Cédric Butti (23 de julio de 1999) es un deportista suizo que compite en ciclismo en la modalidad de BMX. Ganó dos medallas en el Campeonato Europeo de Ciclismo BMX, en los años 2022 y 2024.

## Palmarés internacional
| Campeonato Europeo | Campeonato Europeo | Campeonato Europeo | Campeonato Europeo |
| Año                | Lugar              | Medalla            | Competición        |
| ------------------ | ------------------ | ------------------ | ------------------ |
| 2022               | Dessel (Bélgica)   | Medalla de plata   | Carrera            |
| 2024               | Verona (Italia)    | Medalla de bronce  | Carrera            |